# Ivo Baueršíma
| Odkryte planetoidy: 1 | Odkryte planetoidy: 1 |
| --------------------- | --------------------- |
| (9711) Želetava       | 7 sierpnia 1972       |
| 1.                    |                       |

Ivo Baueršíma (ur. 17 września 1931 w Igławie) – szwajcarski astronom i geodeta pochodzenia czeskiego. Odkrył wspólnie z Paulem Wildem jedną planetoidę.

## Życiorys
W roku 1956 ukończył studia na Politechnice w Pradze. W 1976 obronił pracę doktorską. W 1981 uzyskał habilitację z astronomii na Uniwersytecie w Bernie.